# Grąbków
Grąbków – wieś w Polsce położona w województwie wielkopolskim, w powiecie tureckim, w gminie Malanów.
Wieś arcybiskupstwa gnieźnieńskiego w powiecie sieradzkim województwa sieradzkiego w końcu XVI wieku.
Sołtysem miejscowości jest Daniel Szymański, zaś w skład rady sołeckiej wchodzą także Adam But, Paweł Przygoński, Stanisław Różański oraz Roman Kubiak.

## Historia
Słownik Geograficzny Królestwa Polskiego informuje, że jest to kolonia i folwark w powiecie tureckim, w gminie i parafii Malanów, odległa o siedem wiorst od Turku. W 1827 roku było tutaj 48 domów, zamieszkanych przez około 400 osób. Autorzy Słownika wspominają, że Grąbków występował także jako Grombków, a nawet Grunkowo.
W 1872 roku tutejszy majątek nabył za 36 tysięcy rubli niejaki J. Bednarkiewicz. Wówczas majątek składał się z folwarków Grąbków i Paździerowice, wsi o tych nazwach oraz atencyi Józefina. Jego powierzchnia wynosiła 995 mórg. Folwark Grąbków liczył 752 morgi (z czego 407 mórg gruntów ornych i ogrodów, 90 łąk, 241 lasu, 14 nieużytków i placów). Było tam osiem budynków murowanych i sześć drewnianych. Właściciel stosował 13-polowy płodozmian. Znacznie mniejszym był folwark Paździerowice. Jego powierzchnia wynosiła 243 morgi (205 mórg stanowiły grunty orne, 17 łąki, 14 las, a nieużytki – 7 mórg). Znajdowało się tam sześć budynków drewnianych.
Majątek posiadał własny młyn wodny i tartak oraz pokłady torfu i ochry żelaznej. Atencyia Józefina, o powierzchni 111 mórg, podzielona została na osiem części i sprzedana (zapewne miejscowym chłopom) w 1878 roku. Wieś Grąbków liczyła wówczas 76 gospodarstw, których właściciele posiadali 1037 mórg ziemi. Wieś Paździerowce składała się z 19 gospodarstw o łącznej powierzchni 144 mórg.
W latach 1975–1998 miejscowość administracyjnie należała do województwa konińskiego.

## Ochotnicza Straż Pożarna
W maju 1946 roku powstała inicjatywa utworzenia Jednostki Ochotniczej Straży Pożarnej w Grąbkowie. Założycielami i zarazem pierwszymi członkami zarządu byli: Antoni Przybył (naczelnik), Stefan Bartosik (sekretarz), Mikołaj Szach (skarbnik) oraz Józef Piąstka (gospodarz).

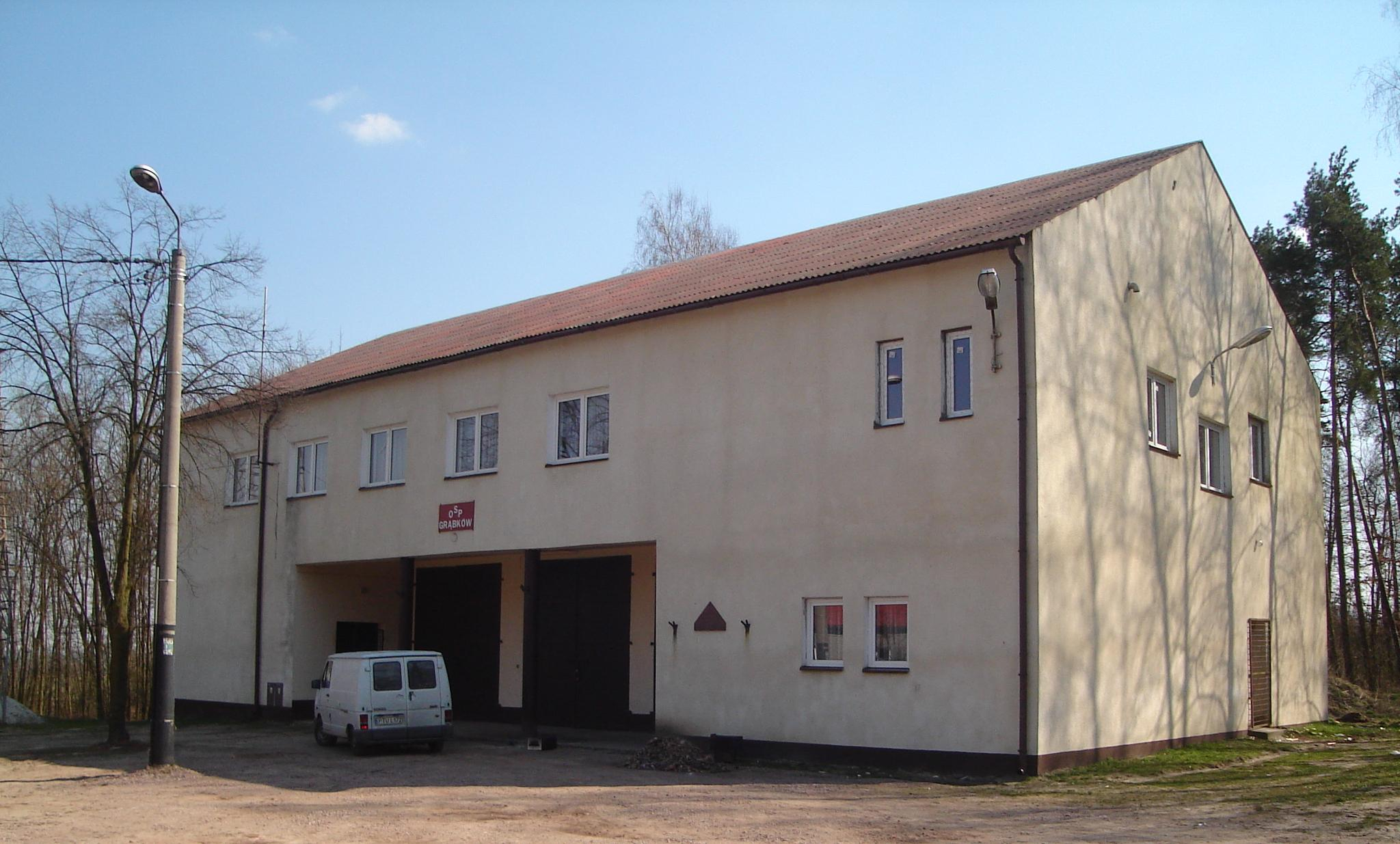
Remiza OSP w Grąbkowie

W roku 1968 rozpoczęto budowę nowej remizy strażackiej, którą oddano do użytku już jesienią tego samego roku. W 1988 roku rozpoczęto rozbudowę, jednak problemy finansowe nie pozwoliły na szybkie jej zakończenie (budynek pozostał w stanie surowym). Dopiero w roku 2001 oddano do publicznego użytku zmodernizowaną strażnicę.
Obecnie jednostka zrzesza 52 czynnych członków.